# 6÷2(1+2)

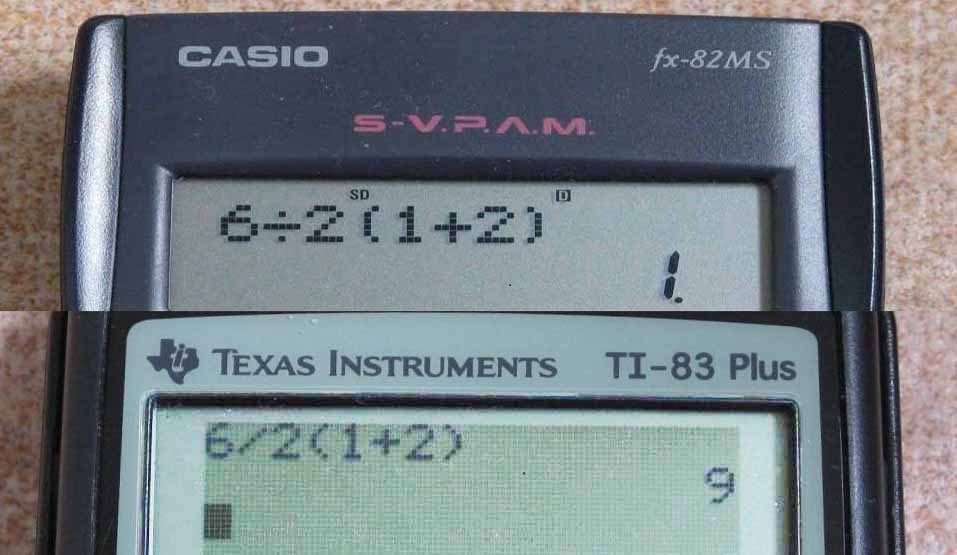
계산기의 모델에 따라 다른 계산 결과가 반영된다. 동일한 상황이 휴대 전화의 애플리케이션에서도 발생한다.

{\displaystyle 6\div 2(1+2)}는 2011년부터 인터넷에서 널리 퍼진 수학 문제. 수백만 명의 넷 유저가 회답할 정도로 화제가 되었다 . 

## 개요
이 문제는 대만의 Facebook 커뮤니티에서 출제된 문제이다. 절반 이상의 사람이 잘못된 해답을 했다고 하나, 출제자의 의도로는 '9'가 정답, '1'이 오답이라는 함정 문제였다. 그러나, 수학자에 의해서도 회답은 하나로 정하지 않았고 인터넷상에서 논의를 일으켰다 . Facebook에서는 342만명이 계산해, 「9」라고 계산한 유저는 149만명, 「1」이라고 계산한 유저는 193만명이었다 .

## 관점
아래는 이 문제에 대한 다양한 견해이다.

### 대수적 관점
대수적 관점에서는 {\displaystyle 2(1+2)}를 다항식으로 생각할 수 있다 . {\displaystyle 2(1+2)}를 하나의 항으로, {\displaystyle 6\div 2x,x=(1+2)}의 형태로 표현될 수 있다. 즉, {\displaystyle 2(1+2)}를 한 묶음으로 생각하고 있다. 이 계산에 따르면, 해는 1이다 . 그러나 곱셈에서는 {\displaystyle 5x}나 {\displaystyle xy}와 같이 곱셈 기호는 종종 생략된다. 복수의 변수를 복수의 문자로 나타내는 경우, 혼란을 초래하기 때문이다. 곱셈 기호의 생략은, 수식에 숫자 밖에 포함되지 않는 경우에는 사용되지 않는다. 예를 들어 {\displaystyle 5\times 2}를 {\displaystyle 52}라고 표기할 수 없다.
스탠퍼드 대학교에서 경제학과 수학을 배우고 여러 저서가 있는 프레쉬 탈워커( Presh Talwalkar )에 의한 2016년 단편 동영상에 따르면 1917년 이전 수학 규칙에서는 나눗셈이 이루어지면 왼쪽 방정식 전체가 오른쪽 방정식 전체에서 나눠지는 것을 의미한다(즉, {\displaystyle 2(1+2)}가 하나의 용어로 간주된다). 따라서 1917년 이전이라면 {\displaystyle 2(1+2)}를 먼저 계산하기때문에 이 식의 해는 1이 옳다 .

### 사칙연산적 관점
대수적 관점이 아니라면, 사칙 연산의 관점에서 {\displaystyle 6\div 2\times (1+2)}라고 할 수 있다. 다음으로, 사칙 연산의 규칙에 따라 괄호의 안을 먼저 계산한 후,  왼쪽으로부터 오른쪽으로 「우선은 곱셈과 나눗셈, 다음에 덧셈과 뺄셈」의 규칙에 따라 계산한다. 사칙 연산을 따른 계산 결과는 9가 된다 . Google 검색, Wolfram Alpha, Mathematica의 계산 결과도 9가 된다 .
탈워커의 2016년 단편 동영상에서는 현재 수학적 규칙에 따라 이 공식은 먼저 괄호를 계산한 다음 "왼쪽에서 오른쪽" 규칙에 따라 계산해야 한다고 말한다. 이에 따르면 대답은 9가 된다. {\displaystyle 6\div 2\times (1+2)}, {\displaystyle 6\div 2\times 3}, {\displaystyle 3\times 3} ) .

### 수식 자체에 오류가 있다는 의견
중화민국교육부의 학자들은 문제의 핵심이 식의 불명확한 표현에 있다고 지적하고, 이 문제의 출제자는 {\displaystyle 2}를 {\displaystyle (1+2)}의 계수로 해석할 수도, {\displaystyle 2(1+2)}를 {\displaystyle 2\times (1+2)} 의 약어로 해석할 수도 있도록 출제하였기 때문에 1과 9라는 다른 대답이 생길 수 있다고 했다. 이 애매함이 수정되면 분쟁을 피할 수 있다 .
중국 본토에도 엄말하게는 {\displaystyle 6\div 2(1+2)}라는 수식 자체가 기준을 따르지 않거나 잘못되었다고 생각하는 교사가 있다. "곱셈 기호 "{\displaystyle \times }"는 문자를 포함하는 식에서는 생략할 수 있지만 숫자만으로 구성된 수식에서는 생략할 수 없다 ." 라고 한다.

## 같이 보기
- 결합법칙
- 분배법칙
- 연산자 우선순위